# Isabella di Maiorca
Isabella d'Aragona (1280 – Alicante, 10 ottobre 1301) fu una principessa del Regno di Maiorca, che fu signora di Villena, di Escalona e di Peñafiel, dal 1300 alla sua morte.

## Origine
Isabella, secondo la Crónica de San Juan de la Peña era figlia del re di Maiorca, conte di Rossiglione e di Cerdagna e signore di Montpellier Giacomo II (la primera huvo nombre Isabel qui fue muller de Don Johan Manuel), e di Esclarmonde di Foix, che secondo The chronicle of Muntaner era figlia del conte di Foix, Ruggero IV (daughter of the count of Foix was called my Lady Esclaramunda) e della moglie, Brunisenda di Cardona (come conferma la Chroniques romanes des comtes de Foix Ruggero IV aveva sposato Brunisenda di Cardona).

Giacomo II di Maiorca, secondo la Crónica de San Juan de la Peña era figlio del re d'Aragona, di Valencia e Maiorca e conte di Barcellona, Gerona, Osona, Besalú, Cerdanya e di Rossiglione, signore di Montpellier e Carladès Giacomo I il Conquistatore e di Violante, figlia del re di Ungheria Andrea II e della principessa di Costantinopoli Iolanda di Courtenay.

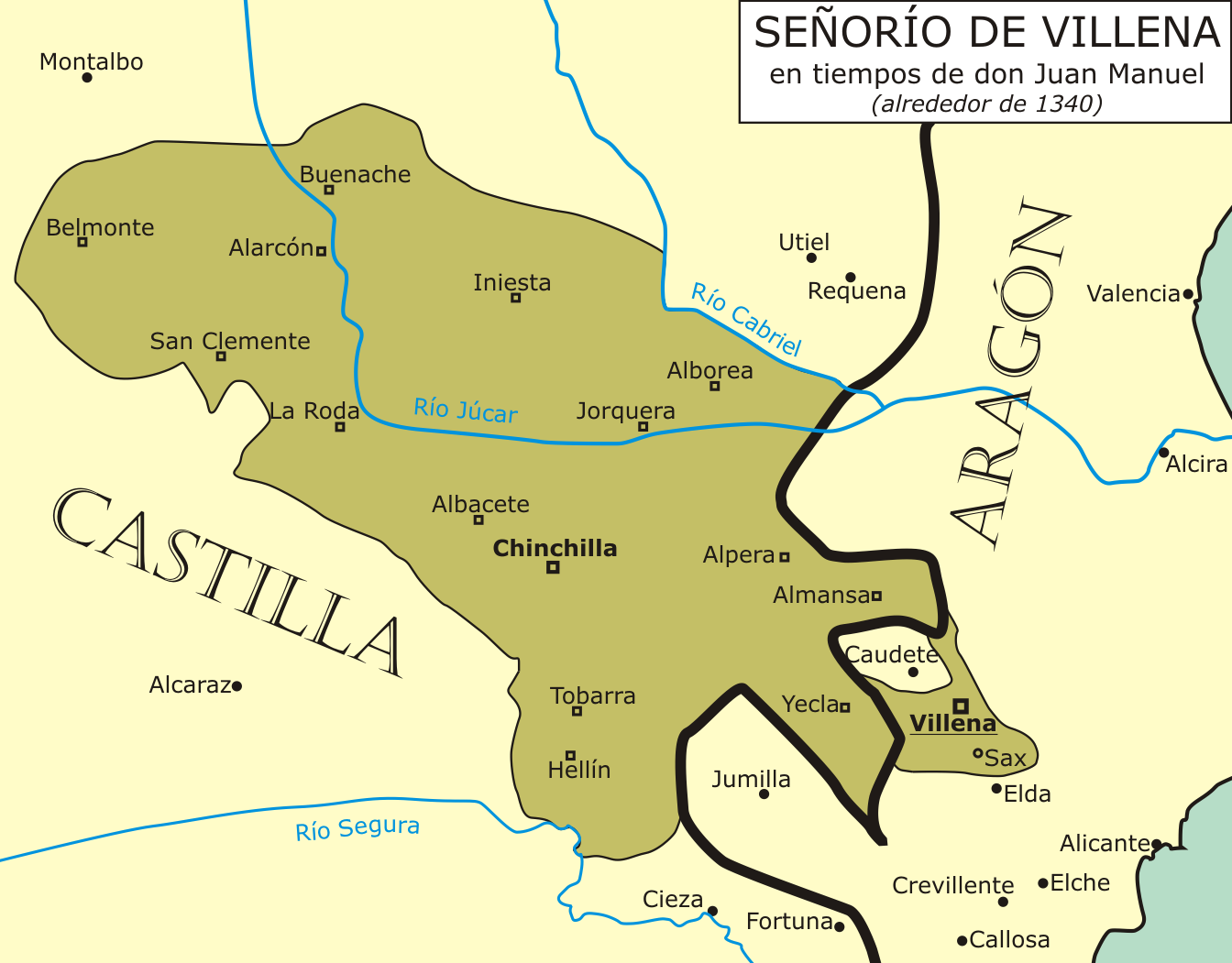
La signoria di Villena nel 1340.

## Biografia
Le trattative matrimoniali intraprese dal padre ebbero lo scopo di legare il ramo collaterale della dinastia aragonese, di cui Isabella faceva parte, con la Casa reale di Castiglia. A Perpignan nel 1299 venne redatto il contratto di matrimonio tra Isabella e uno dei maggiori feudatari della penisola iberica, Giovanni Manuele di Castiglia, che, secondo il Chronicon Domini Joannis Emmanuelis era figlio dell'Infante di Castiglia don Manuel (Dns Joannes, filius Dni Emmanuelis), signore di Villena, di Escalona e di Peñafiel (1234-1283) e di Beatrice di Savoia (Comitissa, mater Dni Joannis).
Nel gennaio del 1300, Isabella divenne signora di Villena, Peñafiel e Escalona, quando, a Requena, sposò Giovanni Manuele di Castiglia (Era M.CCC.XXXVIII, contraxit Dns Joannes cum Infantissa Dna Elisabeth filia Regis Majoricarum, in Requena)
Il matrimonio, che rimase senza figli, durò appena due anni e si concluse con la prematura morte della sposa.
<brt>Isabella morì nel 1301 (Eodem Era obiit Dna Infantissa in Escalona) e chiese di essere sepolta a Perpignano, dove fu sepolta, come viene confermato dal documento nº 4 del La muerte en la Casa Real de Aragón lettera, datata 1301,del re d'Aragona Giacomo II al vedovo, Giovanni Manuele.

## Ascendenza
|                       |                             |                              | Genitori                      |  |  | Nonni |  |  | Bisnonni            |  |  | Trisnonni            |  |
|                       |                             |                              |                               |  |  |       |  |  | Pietro II d'Aragona |  |  | Alfonso II d'Aragona |  |
|                       |                             |                              |                               |  |  |       |  |  | Pietro II d'Aragona |  |  | Alfonso II d'Aragona |  |
|                       |                             | Sancha di Castiglia          |                               |  |  |       |  |  | Pietro II d'Aragona |  |  |                      |  |
| Giacomo I d'Aragona   |                             |                              |                               |  |  |       |  |  | Pietro II d'Aragona |  |  |                      |  |
|                       |                             | Maria di Montpellier         | Guglielmo VIII di Montpellier |  |  |       |  |  |                     |  |  |                      |  |
|                       |                             | Maria di Montpellier         | Guglielmo VIII di Montpellier |  |  |       |  |  |                     |  |  |                      |  |
|                       |                             | Maria di Montpellier         | Eudocia Comnena               |  |  |       |  |  |                     |  |  |                      |  |
| Giacomo II di Maiorca |                             | Maria di Montpellier         |                               |  |  |       |  |  |                     |  |  |                      |  |
|                       |                             | Andrea II d'Ungheria         | Béla III d'Ungheria           |  |  |       |  |  |                     |  |  |                      |  |
|                       |                             | Andrea II d'Ungheria         | Béla III d'Ungheria           |  |  |       |  |  |                     |  |  |                      |  |
|                       |                             | Andrea II d'Ungheria         | Agnese d'Antiochia            |  |  |       |  |  |                     |  |  |                      |  |
| Iolanda d'Ungheria    |                             | Andrea II d'Ungheria         |                               |  |  |       |  |  |                     |  |  |                      |  |
|                       |                             | Iolanda di Courtenay         | Pietro II di Courtenay        |  |  |       |  |  |                     |  |  |                      |  |
|                       |                             | Iolanda di Courtenay         | Pietro II di Courtenay        |  |  |       |  |  |                     |  |  |                      |  |
|                       |                             | Iolanda di Courtenay         | Iolanda di Fiandra            |  |  |       |  |  |                     |  |  |                      |  |
| Isabella di Maiorca   |                             | Iolanda di Courtenay         |                               |  |  |       |  |  |                     |  |  |                      |  |
|                       | Ruggero Bernardo II di Foix | Raimondo Ruggero di Foix     |                               |  |  |       |  |  |                     |  |  |                      |  |
|                       | Ruggero Bernardo II di Foix | Raimondo Ruggero di Foix     |                               |  |  |       |  |  |                     |  |  |                      |  |
|                       | Ruggero Bernardo II di Foix | Filippa di Moncada           |                               |  |  |       |  |  |                     |  |  |                      |  |
| Ruggero IV di Foix    | Ruggero Bernardo II di Foix |                              |                               |  |  |       |  |  |                     |  |  |                      |  |
|                       |                             | Ermesinda di Castelbon       | Arnaldo di Castelbon          |  |  |       |  |  |                     |  |  |                      |  |
|                       |                             | Ermesinda di Castelbon       | Arnaldo di Castelbon          |  |  |       |  |  |                     |  |  |                      |  |
|                       |                             | Ermesinda di Castelbon       | Arnalda di Caboet             |  |  |       |  |  |                     |  |  |                      |  |
| Esclarmonde di Foix   |                             | Ermesinda di Castelbon       |                               |  |  |       |  |  |                     |  |  |                      |  |
|                       |                             | Raimondo Folch IV de Cardona | Guglielmo I de Cardona        |  |  |       |  |  |                     |  |  |                      |  |
|                       |                             | Raimondo Folch IV de Cardona | Guglielmo I de Cardona        |  |  |       |  |  |                     |  |  |                      |  |
|                       |                             | Raimondo Folch IV de Cardona | …                             |  |  |       |  |  |                     |  |  |                      |  |
| Brunisenda di Cardona |                             | Raimondo Folch IV de Cardona |                               |  |  |       |  |  |                     |  |  |                      |  |
|                       |                             | Agnese di Tarroja            | …                             |  |  |       |  |  |                     |  |  |                      |  |
|                       |                             | Agnese di Tarroja            | …                             |  |  |       |  |  |                     |  |  |                      |  |
|                       |                             | Agnese di Tarroja            | …                             |  |  |       |  |  |                     |  |  |                      |  |
|                       |                             | Agnese di Tarroja            |                               |  |  |       |  |  |                     |  |  |                      |  |

### Fonti primarie
- (LA)  #ES España sagrada, Volume 2.
- (EN)  #ES The chronicle of Muntaner.
- (ES)  #ES Crónica de San Juan de la Peña
- (ES)  #ES La muerte en la Casa Real de Aragón
- (OC, FR)  Chroniques romanes des comtes de Foix.

### Letteratura storiografica
- Rafael Altamira, "La Spagna (1031-1248)", in Storia del mondo medievale, vol. V, 1999, pp. 865–896
- (PT)  Nobiliario del Conde de Barcelos Don Pedro, Hijo del Rey Don Dionisio, Reyes de Portugal